# Ernst von Wedel (Politiker, 1844)
Ernst Arthur Wilhelm Leonhard von Wedel (* 6. Oktober 1844 in Potsdam; † 10. August 1910 in Kannenberg, Kreis Saatzig) war ein preußischer Rittergutsbesitzer, Stiftshauptmann und Politiker.

## Leben
Wedel war königlich preußischer Rittmeister und Gutsherr auf Kannenberg im hinterpommerschen Kreis Saatzig. Er war außerdem Stiftshauptmann des Stifts Marienfließ bei Stargard in Pommern. 1899 gehörte er für den Wahlkreis Saatzig dem Provinziallandtag der Provinz Pommern an (26. Provinziallandtag). Ebenfalls 1899 wurde er auf Präsentation des alten und des befestigten Grundbesitzes im Landschaftsbezirk Herzogtum Stettin Mitglied des Preußischen Herrenhauses, dem er bis zu seinem Tode angehörte.

## Familie
Er entstammte dem alten Adelsgeschlecht aus Stormarn, von Wedel, das im Jahr 1212 erstmals urkundlich erwähnt und seit dem Jahr 1240 in Pommern schlossgesessen ist, und war der Sohn des gleichnamigen Gutsbesitzers Ernst von Wedel (1797–1871).
Wedel heiratete in erster Ehe am 24. Mai 1870 auf Gut Hoffelde (Landkreis Regenwalde, Pommern) Agnes von Bülow (* 13. November 1848 auf Gut Hoffelde; † 3. April 1872 auf Gut Kannenberg), die Tochter des Gutsbesitzers Hermann von Bülow, Gutsherr auf Hoffelde, Wilhelmsthal und anderen (alle Landkreis Regenwalde), und der Agathe von Wedel. In zweiter Ehe heiratete er am 1. Juni 1875 auf Gut Daber (Landkreis Naugard, Pommern) Anna von Diest (* 23. Mai 1852 in Elberfeld; † 6. Januar 1922 auf Gut Kannenberg), die Tochter des königlich preußischen Landrats und Gutsbesitzers Otto von Diest, Gutsherr auf Daber-Freiheit und Plantikow, und der Meta von Graß.